# Embalse de la Aceña
Embalse de la Aceña är en reservoar i Spanien.   Den ligger i provinsen Provincia de Ávila och regionen Kastilien och Leon, i den centrala delen av landet, 50 km nordväst om huvudstaden Madrid. Embalse de la Aceña ligger 1 299 meter över havet. Arean är 0,51 kvadratkilometer. 
Den sträcker sig 1,8 kilometer i nord-sydlig riktning, och 0,9 kilometer i öst-västlig riktning.
Följande samhällen ligger vid Embalse de la Aceña:
- Peguerinos (346 invånare)